# بير هانسون
بير هانسون (بالنرويجية البوكمول: Per Hansson)‏ هو صحفي نرويجي، ولد في 24 يوليو 1922 في كراغرو في النرويج، وتوفي في 12 يونيو 1982 في أوسلو في النرويج.

## وصلات خارجية
- بير هانسون على موقع IMDb (الإنجليزية)